# Boston-Marathon 1940
| 44. Boston-Marathon    | 44. Boston-Marathon        |
| ---------------------- | -------------------------- |
| Stadt                  | Boston, Vereinigte Staaten |
| Datum                  | 19. April 1940             |
| Distanz                | 41,1 – 42,2 Kilometer      |
| Sieger                 |                            |
| Männer                 | Gérard Côté (2:28:28 h)    |
| ← Boston-Marathon 1939 | Boston-Marathon 1941 →     |
| Website                | Offizielle Website         |

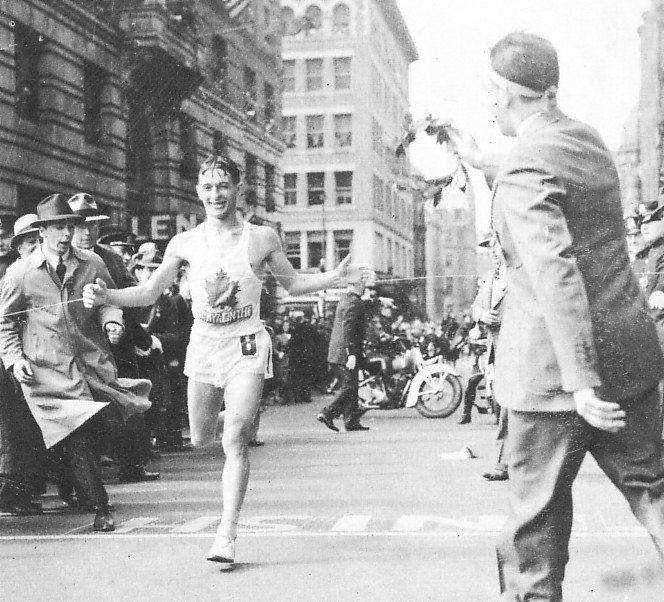
Gérard Côté 1940

Der Boston-Marathon 1940 war die 44. Ausgabe der jährlich stattfindenden Laufveranstaltung in Boston, Vereinigte Staaten. Der Marathon fand am 19. April 1940 statt. Die Laufdistanz betrug zwischen 41,1 und 42,2 Kilometer.
Es gewann Gérard Côté in 2:28:28 h.

## Ergebnis
| Platz | Athlet            | Land               | Zeit (h) |
| ----- | ----------------- | ------------------ | -------- |
| 01    | Gérard Côté       | Kanada             | 2:28:28  |
| 02    | Johnny Kelley     | Vereinigte Staaten | 2:32:00  |
| 03    | Don Heinicke      | Vereinigte Staaten | 2:32:21  |
| 04    | Leslie Pawson     | Vereinigte Staaten | 2:33:09  |
| 05    | Paul Donato       | Vereinigte Staaten | 2:34:54  |
| 06    | Andre J. Brunelle | Vereinigte Staaten | 2:35:20  |
| 07    | Robert S. Rankine | Kanada             | 2:37:44  |
| 08    | Fred A. McGlone   | Vereinigte Staaten | 2:37:49  |
| 09    | George L. Durgin  | Vereinigte Staaten | 2:38:21  |
| 10    | Frank M. Darrah   | Vereinigte Staaten | 2:43:38  |